# Малорачанська сільська рада
Малорачанська сільська рада — колишня адміністративно-територіальна одиниця та орган місцевого самоврядування в Радомишльському і Малинському районах Малинської і Волинської округ, Київської й Житомирської областей Української РСР з адміністративним центром у селі Мала Рача.

## Населені пункти
Сільській раді на час ліквідації були підпорядковані населені пункти:
- с. Мала Рача

## Історія та адміністративний устрій
Створена 1923 року, в складі с. Мала Рача та хутора Глухів Третій Кичкирівської волості Радомишльського повіту Київської губернії. 7 березня 1923 року включена до складу новоствореного Радомишльського району Малинської округи. Станом на 15 червня 1926 року в підпорядкуванні значаться хутори Столипкова Річка (Стольників) та Філончиків. На 1 жовтня 1941 року хутори Глухів Третій, Стольників та Філончиків не перебувають на обліку населених пунктів.
Станом на 1 вересня 1946 року сільська рада входила до складу Радомишльського району Житомирської області, на обліку в раді перебувало с. Мала Рача.
30 грудня 1962 року, відповідно до указу Президії Верховної ради Української РСР «Про укрупнення сільських районів до розмірів територій виробничих колгоспно-радгоспних управлінь», сільську раду включено до складу реформованого Малинського району Житомирської області.
Ліквідована 7 січня 1963 року, відповідно до рішення Житомирського облвиконкому № 16 «Про об'єднання та ліквідацію деяких сільських і селищних рад», територію ради та с. Мала Рача приєднано до складу Великорачанської сільської ради Малинського району Житомирської області.